# Windy.com
Windy.com (Windyty, SE) je česká aplikace, která poskytuje interaktivní předpověď počasí po celém světě. V listopadu 2014 ji založil Ivo Lukačovič, majitel Seznam.cz. Windy.com je nezávislé na Seznam.cz a.s. Dříve se aplikace nejvíce zaměřovala na surfaře a piloty, protože dokázala předpovědět, jaké počasí je v konkrétní letové hladině. Windy nyní využívají mj. jachtaři, wind surfaři, kiteři, lyžaři, snowboardisté, cyklisté, horolezci, turisté, ale také zaměstnanci letišť, záchranné týmy nebo hasiči při přírodních katastrofách.
Windy vzniklo jako webová stránka, od roku 2016 je dostupné i jako aplikace na mobilních platformách iOS a Android. Od ledna 2022 je dostupné i na platformě WatchOS pro hodinky Apple Watch. Windy.com je přeložen do 42 jazyků světa. V roce 2022 se Windy poprvé dostal do zisku, když vydělal 30 milionů korun po zdanění. V tomto roce byl třetím nejnavštěvovanějším českým webem po Xvideos a Livesport.

## Meteorologické modely na Windy.com
Windy.com ve výchozím nastavení zobrazuje model ECMWF v 9 km rozlišení, který poskytuje Evropské centrum pro střednědobou předpověď. Celkem je k dispozici 11 modelů, které lze porovnávat mezi sebou.
|         | Lokální / globální | Rozlišení | Pokrytí | Poskytovatel |
| ------- | ------------------ | --------- | --- | ------------ |
| ECMWF   | Globální           | 9 km      | Celosvětové | ECMWF        |
| GFS     | Globální           | 22 km     | Celosvětové | NWS / NOAA   |
| ICON    | Globální           | 13 km     | Celosvětové | DWD          |
| ICON-D2 | Lokální            | 2,2 km    | Úplné pokrytí: Německo, Nizozemsko, Belgie, Rakousko, Švýcarsko, Slovinsko, Lucembursko, Lichtenštejnsko, Česko Částečné pokrytí: Francie, Spojené království, Itálie, Chorvatsko, Maďarsko, Slovensko, Polsko, Švédsko, Bosna a Hercegovina                                              | DWD          |
| ICON-EU | Lokální            | 7 km      | Úplné pokrytí: státy Evropy, Turecko, Sýrie, Izrael, Libanon, Irák, Jordánsko, Ázerbájdžán, Gruzie Částečné pokrytí: Maroko, Alžírsko, Tunisko, Libye, Egypt, Rusko, Írán, Turkmenistán, Uzbekistán, Kazachstán, Afghánistán                                                              | DWD          |
| UKV     | Lokální            | 2 km      | Úplné pokrytí: Spojené království, Irsko, Faerské ostrovy, Ostrov Man, Nizozemsko, Belgie, Lucembursko Částečné pokrytí: Francie, Německo, Švýcarsko, Itálie, Dánsko, Norsko, Švédsko | Met Office   |
| NEMS    | Lokální            | 4 km      | Úplné pokrytí: státy Evropy mimo Norsko, Švédsko, Finsko, Island, Estonsko, Faerské ostrovy Částečné pokrytí: Maroko, Alžírsko, Turecko, Tunisko | MeteoBlue    |
| AROME   | Lokální            | 1,3 km    | Úplné pokrytí: Francie, Německo, Švýcarsko, Belgie, Nizozemsko, Lucembursko, Lichtenštejnsko, Irsko (téměř), Andora Částečné pokrytí: Spojené království, Španělsko, Portugalsko, Itálie, Rakousko, Česko                                                                                 | Meteo France |
| HRRR    | Lokální            | 3 km      | Úplné pokrytí: USA (mimo Havaj a Aljašku) Částečné pokrytí: Kanada, Mexiko, Bahamy | NOAA         |
| NAM     | Lokální            | 5 km      | Úplné pokrytí: USA (mimo Havaj a Aljašku) Částečné pokrytí: Kanada, Mexiko, Bahamy | NOAA         |
| ACCESS  | Lokální            | 12 km     | Úplné pokrytí: Austrálie, Nový Zéland, Tasmánie, Thajsko, Myanmar, Kambodža, Singapur, Malajsie, Papua Nová Guinea, Fidži, Vanuatu, Šalamounovy ostrovy, Indonésie, Východní Timor, Maledivy, Srí Lanka, Brunei, Palau, Nová Kaledonie Částečné pokrytí: Vietnam, Laos, Thajsko, Filipíny | BoM          |

## Seznam dostupných vrstev, bodů a nástrojů

### Vrstvy – interaktivní mapy
Meteoradar, satelitní obrázky (animace), vítr, poryvy větru, akumulace větru, déšť a bouřky, úhrn srážek, nový sníh, hloubka sněhu, bouře, teplota, rosný bod, vlhkost, výšková hranice mrazu, teplota vlhkého teploměru, solární výkon, UV index, mraky, vysoké mraky, střední mraky, nízké mraky, mlha, vršky mraků, zákl. mraků, dohlednost, CAPE index, termika, vlny, vzdouvání, vzdouvání 2, vzdouvání 3, větrné vlny, teplota moře, proudy, přílivové proudy, NO2, PM 2.5, aerosol, ozón, SO2, přízemní ozón, koncentrace CO, prach, intenzita požáru, tlak, extrémní předpověď, meteo výstrahy, turistická mapa, půdní vlhkost, anomálie vlhkosti, intenzita sucha.

### Body na mapě (Points of interest)
Vrstvy je možné kombinovat s body na mapě (v angl. Points Of Interest – POI), mezi které patří: oblíbená místa, vítr, teplota a počasí z meteo stanic, letiště (METAR), webkamery, spoty pro paragliding, kiting, windsurfing, předpověď přílivu, stanice měření radiace, aktivní požáry, stanice kvality ovzduší a rádiové sondy.

### Nástroje
- Hurricane Tracker: slouží pro sledování a předpověď trasy hurikánů
- Route Planner: slouží pro plánování trasy s ohledem na počasí (piloti, jachtaři)
- Aerologické měření[14] (sounding)
- Měření vzdálenosti: měření vzdálenosti mezi 2 body na mapě
- Meteogram a Airgram: grafická vizualizace více meteorologických veličin v čase
- Výběr nadmořské výšky (atmosférického tlaku): Některé vrstvy je možné zobrazit v různých letových hladinách. Tato funkce je užitečná především pro piloty letadel